# Porte de Choisy
De Porte de Choisy is een toegangspunt (Porte) tot de stad Parijs, en is gelegen in het zuidelijke 13e arrondissement aan de Boulevard Périphérique.
Vanuit de Porte de Choisy vertrok vroeger de nationale weg N305 naar Choisy-le-Roi en Orly. Tegenwoordig is dit de D5.
Bij de Porte de Choisy is het gelijknamige metrostation Porte de Choisy aanwezig, dat onderdeel is van de Parijse metrolijn 7.